# Metro de Fortaleza
Metro de Fortaleza es un sistema de metro que actúa en la ciudad de Fortaleza, operado por la empresa de capital social, Compañía Cearense de Transportes Metropolitanos o simplemente Metrofor. La empresa está actualmente trabajando en la construcción de nuevas línea de metro para mejor atender a la población de Fortaleza y su Región Metropolitana, con confort, agilidad y seguridad.

## Historia
El 25 de septiembre de 1987, se inició la constitución del consorcio del Tren Metropolitano de Fortaleza, a través de la firma del Contrato de Constitución del Consorcio, por la RFFSA, CBTU y Gobierno del Estado de Ceará con intervención de la Unión, a través del Ministerio de los Transportes.
Hubo tres añadidos de tiempo, el primero hizo que el plazo del consorcio fue prorrogado en un año el 1 de abril de 1993; el segundo, firmado el 29 de  marzo de 1994, también fue prorrogado por más de un año y el tercero, el 4 de abril de 1995, prorrogándose por dos años, con término previsto el 4 de abril de 1997. El 3 de abril de 1997 fue confeccionado el Acta de Cierre del Consorcio, siendo nombrada la Comisión, con un plazo de sesenta días para la presentación del informe de liquidación. Sin embargo, el consorcio del Tren Metropolitano de Fortaleza fue extinguido el 30 de mayo de 1997.
Con la extinción del consorcio, posteriormente fueron surgiendo ideas para una compañía de metros en Fortaleza. El 2 de mayo de 1997, la compañía, cuyo nombre es Metrofor, fue creada con el objetivo de asumir y modernizar la operación del transporte de los trenes metropolitanos de Fortaleza hasta entonces realizada por la CBTU. En 1999 comenzó a ser construida la primera fase del proyecto de las nuevas líneas de metro de la ciudad: la línea Sur. En 2010 fue realizada una reforma en todas las estaciones de la línea oeste y en trece trenes que formaban parte de la flota. En 2012 fue inaugurada la primera fase del proyecto de la línea sur, en 2013 las últimas 3 etapas fueron entregadas, entre las inauguraciones estaba la de la estación central Chico da Silva. En 2014 comenzó la construcción de la Línea Este, con la llegada de 4 tuneladoras para la perforación de túneles.

## Tabla del sistema
El sistema del metro de Fortaleza cuenta actualmente con 5 líneas: Sur, Oeste, Este, Mucuripe y Maranguape; estando las tres últimas también en construcción.
| Línea      | Terminales                                  | Inauguración        | Longitud (km) | Estaciones | Duración de los viajes (min) | Funcionamiento (*)                                          |
| ---------- | ------------------------------------------- | ------------------- | ------------- | ---------- | ---------------------------- | ----------------------------------------------------------- |
| Sur        | Central-Chico da Silva ↔ Carlitos Benevides | 15 de junio de 2012 | 24,1          | 20         | 30                           | operación asistida, lunes a viernes de las 8h00 a la 12h00. |
| Oeste      | Central-Chico da Silva ↔ Caucaia            | -                   | -             | 15         | -                            | Con trenes de metro                                         |
| Este       | Central Chico da Silva ↔ Edson Queiroz      | En construcción     | 12,4          | 11         | -                            | En construcción                                             |
| Mucuripe   | Parangaba ↔ Iate                            | En construcción     | 12,7          | 10         | -                            | En construcción                                             |
| Maranguape | Jereissate ↔ Maranguape                     | En estudio          | -             | 2          | -                            | En estudio                                                  |

### Línea Sur
En diciembre de 1998, fue firmado un contrato para la construcción de la nueva línea de metro, que es la primera fase del proyecto, conocida como Línea Sur. Según el presidente de la Metrofor, Rômulo dos Santos Fuertes, la obra "comenzó en enero de 1999, ya con una restricción presupuestaria". Los estudios que demostraban la viabilidad de la implementación del Vehículo Ligero Sobre Raíles (VLT), fueron hechos por la empresa española Eptisa. En 2002, cuando cesaron las transferencias de recursos federales, la obra prácticamente se paró. Los recursos aportados no fueron abundantes, y apenas sirvieron para mantener el vallado y la seguridad.
En consecuencia la obra fue paralizada, y la situación solo varió con la firma de un convenio con el Ministerio de la Hacienda, en septiembre de 2005. El presidente de la Metrofor relató que en la "época también había una deuda con el FMI y se quería firmar un convenio que redujese el presupuesto, para adaptar la obra a los recursos disponibles. Cortamos presupuesto, tiramos la parte subterránea, y de los diez trenes estaban solo cuatro, fue un caos. Las empresas no aceptaron y la negociación no progresó". A obra retornó en 2006.
Una la parte del Ministerio de las Ciudades mostró su enfado, pues según esta, el Ministerio de la Hacienda trató el asunto, priorizando la cuestión financiera sin preocuparse de la infraestructura urbana y la movilidad. Entonces en 2007, en el inicio del segundo gobierno Lula, el ministro Márcio Fuertes (Ciudades) intervino para traer de vuelta los presupuestos originales, tanto en Fortaleza como en otras capitales.
Después de 13 años desde el inicio de las obras en 1999, la Línea Sur vio su primer tramo inaugurado por las autoridades locales el 15 de junio de 2012. Este tramo estuvo un tiempo en operaciones de pruebas en el cual el servicio era totalmente gratuito y con horarios limitados. Las últimas estaciones que estaban en obras como Chico da Silva y José de Alencar fueron inauguradas el 18 de julio de 2013, con la presencia de la presidenta Dilma Rousseff. Sin embargo, algunas pruebas siguen siendo realizados actualmente, y la operación comercial está prevista para 2014, con el cobro de tarifas e integración al sistema del billete único.

### Línea Oeste
La Línea Oeste en Fortaleza, une el barrio Central de la ciudad al barrio central de Caucaia. La línea era administrada completamente por CBTU en la época en que todo su trayecto era realizado por trenes urbanos. En 2010, la Metrofor invirtió cerca de 125 millones de reales, con las estaciones y la reforma de trece trenes conocidos como Pidners: cuatro locomotoras fueron modernizadas y 31 vagones de pasajeros recibieron nuevas carrocerías y sistemas de climatización.
Además de la reforma y adquisición de nuevos vehículos, fueron recuperados 17 kilómetros de vía permanente y duplicados otros 2,5 kilómetros, reformadas nueve estaciones, y realizado el trabajo de señalización de los pasos a nivel. También fue concluido el viaducto de transporte Vizconde de Cauípe, en Caucaia. Cerca de 13.000 pasajeros, que hacen el trayecto Caucaia-Fortaleza diariamente, se verían beneficiados por esta acción.
Con las mejoras, más pasajeros han utilizado la línea. En 2011, los trenes de la línea Oeste transportaron más de 3,46 millones de pasajeros. Al todo a Línea Oeste está compuesta por 46 viajes diárias.
Probablemente se produzca una extensión de la Línea Oeste, estando en estudio un ramal de metro hasta el Terminal Portuario de Pecém, localizado en la región metropolitana de Fortaleza.

### Línea Mucuripe
Ramal en formato de tren ligero sobre raíles (VLT) integrando el área portuaria de Fortaleza al epicentro intermodal del Barrio Parangaba, pasando por diversos barrios. A obra forma parte de las principales acciones para la Copa del Mundo del Brasil y tiene prevista su inauguración en el primer semestre de 2014.

### Línea Este
La Línea Este está en construcción teniendo prevista su entrega en 2019 con un presupuesto cercano a los 3.500 millones de reales. La línea es totalmente subterránea con un trazado de 12,4 kilómetros de extensión. La obra realizará la conexión entre el Centro, partiendo de la estación Chico da Silva, hasta la estación Edson Queiroz, en el barrio Edson Queiroz.
Las máquinas que van a construir los túneles reciben el nombre de “shield”, o tuneladoras, también conocidas en el apodo técnico como “tatuzão”. Para conocer de cerca esa tecnología, el gobernador del Estado, Cid Gomes, el secretario de Infraestructura, Adail Fontenele, y el presidente del Metrofor, Rômulo Fuertes, visitaron a cuatro fabricantes de ese tipo de equipamiento. Estas tuneladoras fueron adquiridas por el Gobierno del Estado, a través de la Seinfra, al precio de 128,2 millones de reales. Los equipamientos están siendo fabricados por la empresa norteamericana The Robbins Company, que se adjudicó una licitación llevada a cabo en mayo de 2012.
Los dos primeros equipamientos — de un total de cuatro — para la construcción de la línea han sido entregados hace poco tiempo tras las pruebas en fábrica realizadas entre mayo y junio de 2013. Posteriormente, los equipamientos fueron embarcados hacia Brasil llegando al Puerto del Pecém a finales de julio de 2013. La distancia entre cada estación será de aproximadamente 900 metros. En total son trece estaciones las que componen la Línea Este, estas son Chico da Silva, Sé, Luiza Távora, Colegio Militar, Nunes Valente, Leonardo Mota, Papicu, HGF, Ciudad 2000, Bárbara de Alencar, CEC, Edson Queiroz. Las obras de la línea fueron iniciadas en 2014.

### Línea Maranguape
La línea Maranguape unirá la estación Jereisate al centro de Maranguape, región metropolitana de Fortaleza. La línea contará inicialmente con apenas dos estaciones, pero existen previsiones de una posible prolongación de la línea con el fin de llegar a otras áreas de Maranguape.

## Integraciones
El metro de Fortaleza actualmente está integrado con otros modos de transporte como el autobús y alternativos por medio de terminales intermodales de transporte. Los principales puntos de integración son la estación Parangaba de la Línea Sur y Papicu de la Línea Este, estando las dos integradas por medio de la estación Central-Chico da Silva como el principal punto de conexión de las líneas del sistema. La línea Mucuripe une el aeropuerto internacional Pinto Martins y el puerto de Mucuripe a otras áreas de la ciudad, intercomunicando así todos los puntos de Fortaleza del modo más eficiente posible. El sistema también atiende a la región metropolitana de Fortaleza, uniendo municipios como Maracanaú, Caucaia, Maranguape y Pacatuba con la capital.

## Material rodante

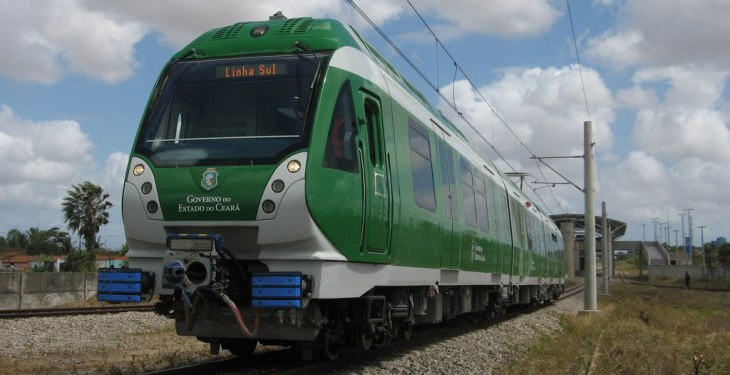
UTE Electrotren ETR 200 Metrostar, utilizado en la línea Sur

Para la línea Sur fueron adquiridos 20 composiciones de vagones cada Electrotren ETR 200 Metrostar, fabricados por AnsaldoBreda. Los vehículos de este sistema poseerán una velocidad comercial de 50 km/h y una velocidad máxima de 80 km/h. El ancho será de 1.000 milímetros y la alimentación de los trenes es realizada por catenarias utilizando una tensión de 3000 Voltios de Corriente Continua. Las composiciones comenzaron a circular en pruebas en 2010.
Para la Línea Oeste fueron adquiridos 6 VLT diésel de 4 vagones de la empresa Bom Sinal, siendo el primero entregado a principios de octubre.
| Flota               | Línea | Año  | Fabricante    | Trenes / Vagones |
| ETR 200 - Metrostar | Sul   | 2010 | Ansaldo Breda | 20/60            |
| VLT Bom Sinal       | Oeste | 2010 | Bom Sinal     | 6/24             |

## Tabla de Líneas Futuras
| Línea                   | Terminales                         | Inauguración | Longitud (km) | Estaciones | Duración de los viajes (min) | Funcionamiento |
| ----------------------- | ---------------------------------- | ------------ | ------------- | ---------- | ---------------------------- | -------------- |
| Línea Barra-Messejana   | Barra do Ceará ↔ Guajirú           | ---          | ---           | 13         | ---                          | En estudio.    |
| Línea Parangaba-Náutico | Parangaba ↔ Náutico                | ---          | ---           | 9          | ---                          | En estudio.    |
| Línea Parajana          | Parangaba ↔ Messejana              | ---          | ---           | 7          | ---                          | En estudio.    |
| Línea Litoraleña        | Central-Chico da Silva ↔ Sapiranga | —--          | ---           | 11         | ---                          | En estudio.    |
| Línea Centro-Messejana  | Central-Chico da Silva ↔ Messejana | ---          | ---           | 15         | ---                          | En estudio.    |